# Waldomiro Bariani Ortêncio
Waldomiro Bariani Ortêncio (Igarapava, 24 de julho de 1923 – Goiânia, 15 de dezembro de 2023) foi um escritor, folclorista e compositor brasileiro. Natural do estado de São Paulo, morou, desde os quinze anos, em Goiânia. Sua obra é conhecida por tratar de aspectos da cultura goiana.

## Biografia
Descendente de italianos dos quatro costados, Bariani Ortêncio nasceu em Igarapava, São Paulo, próximo à Usina Junqueira, filho de Josefina Bariani e Antônio Ortêncio. Iniciou os estudos primários em 1930 e, logo no ano seguinte, conseguiu seu primeiro emprego nas Casas Pernambucanas.
Em 1938, mudou-se com a família para Goiânia, capital do Estado de Goiás, em cujo liceu se matriculou e cursou o ginasial e o científico. Em 1941, entrou para o Tiro de Guerra. Em 1948, ingressou na Faculdade de Odontologia, mas não concluiu o curso.
Estabeleceu-se como comerciante no bairro Campinas com o Bazar Paulistinha, uma loja de discos, a qual veio a se tornar uma célebre casa comercial. Por esse tempo, também foi goleiro do Atlético Clube Goianiense.
Ao longo de sua vida, exerceu diversas outras atividades: professor de matemática, comerciante, fazendeiro, industrial e minerador.
Iniciou-se como escritor ainda na infância, em Itaperava, no jornal estudantil O Chicote. Em Goiânia, tão logo matriculou-se no Liceu, passou a escrever para o jornal estudantil da escola.
Durante um período de mais de dois anos, redigiu crônicas para a Rádio Clube de Goiânia, às vezes, também, publicada no jornal "A Folha de Goyaz".
Publicou seu primeiro livro em 1956, "O que foi pelo Sertão", pelo qual recebeu o prêmio Americano do Brasil por parta da Academia Goiana de Letras, instituição que o aceitaria como membro cinco anos depois, para a cadeira n.º 9, cujo patrono é Antônio Americano do Brasil e que foi fundada por Pedro Cordolino Ferreira de Azevedo.
Seguiram-se os livros: "O Sertão – O Rio e a Terra", 1959; "Sertão Sem Fim", 1965; "A Cozinha Goiana", 1967; "Vão dos Angicos", 1969; "Força da Terra", 1974; "Morte Sob Encomenda", 1974; "Dr. Libério, o Homem Duplo", 1981; "Estórias dos Crimes e do Detetive Lopes", 1981; "Dicionário do Brasil Central", 1983; "O Enigma do Saco Azul", 1985; "Aventura no Araguaia", 1987; "Meu Tio-Avô e o Diabo", 1993; "Medicina Popular do Centro-Oeste", 1994; "João do Fogo", 1996; "Cartilha do Folclore Brasileiro", 1997; "O Homem que Não Teimava", 1998; "Caminho da Liberdade", 2000; "A Fronteira" (Revolução Constitucionalista de São Paulo de 32) e "Minha Vida de Menino", 2005; "Crônicas", 2005.
Como compositor, é autor de inúmeras músicas, e teve suas primeiras composições gravadas a partir de 1957, por diversos intérpretes, como Irmãs Santos, Duo Paranaense, Trio da Vitória, Duo Estrela D'Alva e Duo Guarujá, entre outros. Em 1960, por ocasião da inauguração da nova capital do Brasil (em 21 de abril de 1960), a Orquestra e Coro RGE gravou a marcha "Brasília Vinte e um de Abril", de sua autoria exclusiva, e, no mesmo disco, a marcha "Brasília a Capital da Esperança", composta em parceria com Henrique Simonetti e Capitão Furtado.
Detentor dos Prêmios Bolsa de Publicações Hugo de Carvalho Ramos, da Prefeitura Municipal de Goiânia, Bolsa de Publicações José Décio Filho, do Governo do Estado de Goiás e Prêmio João Ribeiro, da Academia Brasileira de Letras. Em abril de 1968, recebeu o título de Cidadão Goianiense, concedido pela Assembleia Legislativa de Goiás, em atenção aos relevantes serviços prestados à capital.
É membro das Academias Goiana (cadeira n.º 9) e Goianiense de Letras (cadeira n.º 23) e do Instituto Histórico e Geográfico de Goiás (cadeira n.º 46). Sócio da União Brasileira de Escritores de Goiás, de que foi presidente, da Comissão Nacional do Folclore, da Associação Goiana de Imprensa, além de outras agremiações sociais, culturais e de classe, entre as quais, Comissão Goiana de Folclore, Conselho Estadual de Cultura, Ordem Nacional dos Bandeirantes e Sociedade Geográfica Brasileira.
Em 12 de abril de 2013, recebeu o título de Doutor Honoris Causa da Universidade Federal de Goiás.
Em 15 de março de 2017, em evento realizado no Palácio das Esmeraldas, sede do governo estadual, lançou uma coletânea de quatro títulos:  "O crime do mordomo e outros crimes... de humor", "Chão Bruto", "Conversando com os mitos do folclore brasileiro" e "Ficção Longa de Bariani Ortencio". Durante a ocasião, no entanto, sentiu-se mal e foi socorrido ao Hospital Anis Rassi.
Casou-se com Ana Silva de Moraes, com quem teve seis filhos, três mulheres e três homens.
Waldomiro morreu no dia 15 de dezembro de 2023 aos 100 anos.

## Livros publicados
- 1956 – O que foi pelo sertão – Ed. Autores Novos – São Paulo-SP – 2006 2ª Edição – Editora Kelps – Edição Comemorativa dos 50 Anos de Literatura do autor.
- 1959 – Sertão o rio e a terra – Ed. Livraria São José – Rio de Janeiro
- 1965 – Sertão sem fim – Ed. Livraria São José – Rio – 2ª edição Editora UFG – Goiânia – 2000 – 3 ª Edição – 2011
- 1967 – A cozinha Goiana – 1ª Edição -Ed. Brasilart – Rio de Janeiro,  1980 -2ª Edição – Editora Oriente- Goiânia/GO, 1990 – 3ª Edição-Eldorado-Brasília, 2000 – 4ª Edição- Editora Kelps-2004  – 5ª  Edição Ed.Kelps, 2088 – 6ª Ed. Kelps, 2011 – 7ª Edição – Kelps.
- 1969 – Vão dos Angicos – Ed. José Olympio – Rio de Janeiro
- 1974 – Força da terra – Ed. José Olympio – Rio de Janeiro
- 1974 – Morte sob encomenda – Ed. M M (CBS) – São Paulo-SP
- 1975 – Dr. Libério – o homem duplo – Ed. M M (CBS) – São Paulo-SP. 2ª Edição. 1996-Ed. Kelps-Goiânia-GO.
- 1981 – Estórias de crimes e do detetive Waldir Lopes – Ed. Ática – São Paulo-SP
- 1983 – Dicionário do Brasil Central – Ed. Ática – São Paulo-SP
- 1985 – O enigma do saco azul – Ed. Atual – São Paulo-SP (9ª edição-1992)
- 1987 – Aventura no Araguaia – Ed. Atual – São Paulo-SP (6ª edição-1992)
- 1990 – A deal with death – Ed. Thesaurus Publishing Hourse – Brasília-Miami-EUA
- 1993 – Meu Tio-Avô e o Diabo – Ed. Estação Liberdade – SP – (2ª ed. Ed. Kelps-Goiânia-1997) - Indicado para os vestibulares de 1998, pela Universidade Federal de Goiás e pela Universidade Católica de Goiás e mais 27 faculdades. 4ª edição 2011. Meu Tio-Avô e o Diabo esteve no Vestibular de 98, em três universidades (Federal, Católica e Universo), em 27 faculdades e em todos os colégios do 2º grau do Estado de Goiás.
- 1994 – Medicina Popular do Centro-Oeste – Ed. Thesaurus – Brasília-DF (2ª Edição – 1997 – Ed. Thesaurus  Brasília-DF)
- 1996 – João-do-fogo (Infanto-Juvenil) Ed. Kelps – Goiânia-GO
- 1996 – Estórias de muitas Estórias – (Romance Oriental) – Edição Lufthansa-Ed.Kelps-Goiânia-GO
- 1997 – João-do-Fogo e Pimentinha-Detetives (Infanto-Juvenil) – Editora Kelps-Goiânia-GO – 6ª Edição – 2011
- 1997 – Cartilha do Folclore Brasileiro (Prêmio João Ribeiro – FOLCLORE – da Academia Brasileira de Letras-1986) – Editora da Universidade Católica de Goiás – 2004 – 2ª Edição Ed. UFG – Universidade Federal de Goiás.
- 1998 – O Homem que não teimava – 5ª edição (Paradidático) – Editora Saraiva (Coleção Jabuti) - São Paulo
- 1998 – Crônicas & Outras Histórias (participação) Jornal O Popular
- 1999 – João-do-Fogo e Pimentinha-Novas Aventuras – Ed. Kelps-Goiânia
- 2001 – Caminho da Liberdade –  Kelps-Goiânia-G0.
- 2005 – A Fronteira (A Revolução Constitucionalista de 32 e Minha Vida de Menino) - Prêmio CLIO da Academia Paulistana da História e edição premiada pelos Correios
- 2005 – Crônicas (1) – Ed. Kelps
- 2007 – O que foi pelo sertão – 2ª edição, Ed. Kelps
- 2007 – Ingênuo, nem tanto...  Editora Saraiva – Coleção Jabuti
- 2007 – O homem que não teimava – 6º edição – Saraiva – Coleção Jabuti
- 2007 – Crônicas 2. Ed.PUC/GO
- 2009 – João-do-Fogo (O pequeno herói ecologista) -5ª edição, Ed. Kelps – 2011
- 2009 – Cartilha ao pré-escritor (Você gostaria de escrever um livro?) Ed. Thesaurus
- 2010 – Crônicas 3. Ed. PUC/GO
- 2011 – História Documentada e Atualizada de Campinas -1810-2010. – Ed. Kelps
- 2011 – Crônicas 4 – PUC/GO – Kelps
- 2012 – Medicina Popular do Centro-Oeste – 3ª Ed. Thesaurus Editora
- 2013 – Cartilha do Folclore Brasileiro – 3 ª Ed. Thesaurus Editora
- 2013 – Cozinha Goiana – Edição especial – Ed. Kelps
- 2014 – Cozinha Goiana – 8ª Edição – Ed. Kelps